# Chalcomitra hunteri
Chalcomitra hunteri е вид птица от семейство Nectariniidae.